# 善光寺 (台北市)
善光寺（ぜんこうじ）は、台湾台北市北投区にある寺院。北投善光寺とも呼ばれている。

## 歴史
開基は信州善光寺大本願第百十七世誓円尼公上人である。日本統治時代の昭和7年（1932年）、智栄尼公が誓円尼公の遺命により、浄土宗台湾開教使の中野全能を開山住職として北投の地に創立した。境内には、「北投石」の発見者である岡本要八郎氏の頌徳碑がある。ちなみに、温泉路から善光寺門前に至る銀光巷は、日本統治時代には善光寺道と呼ばれた。

## アクセス
- 台北捷運（地下鉄）新北投支線新北投駅から徒歩４０分。

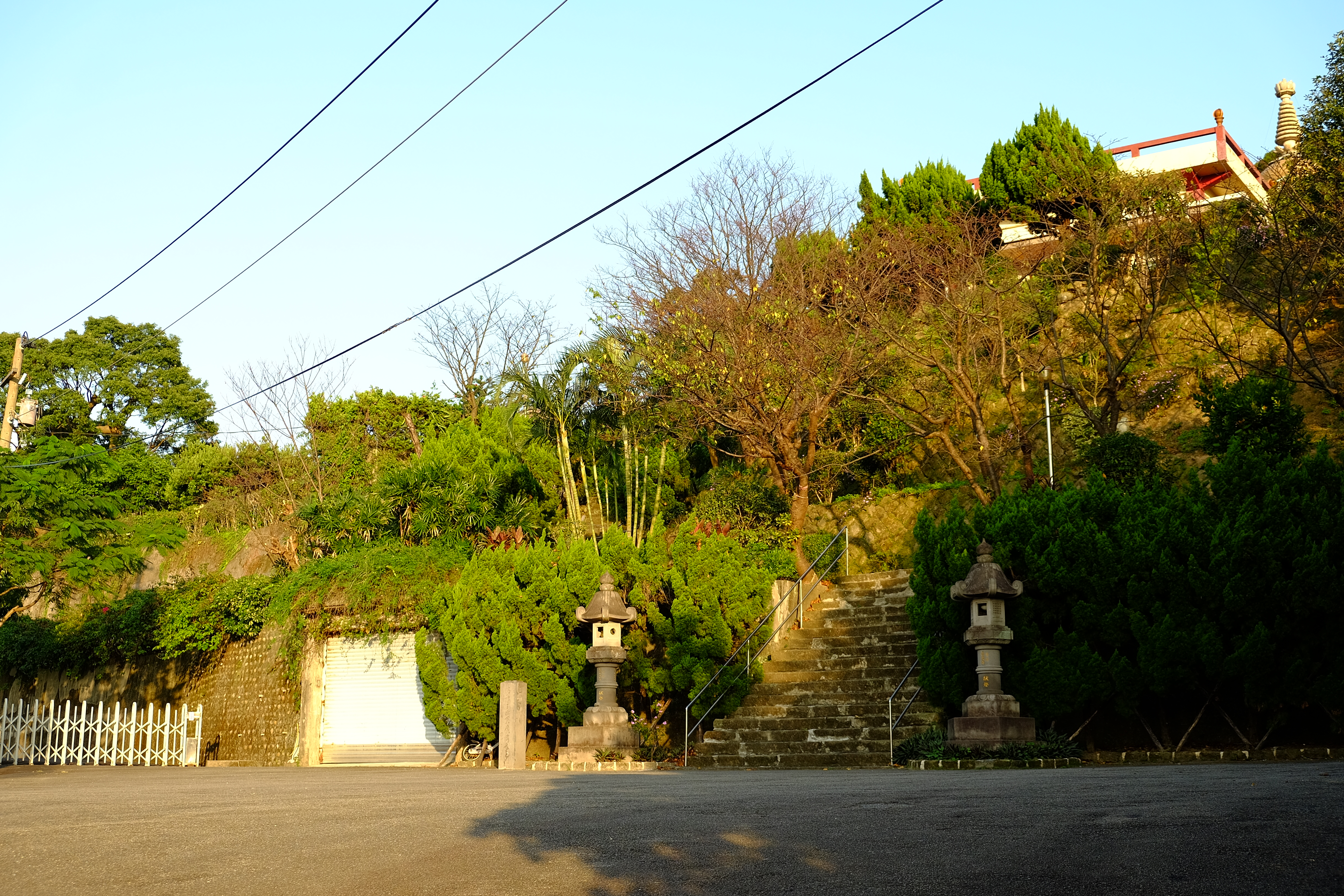
新北投善光寺入門廣場
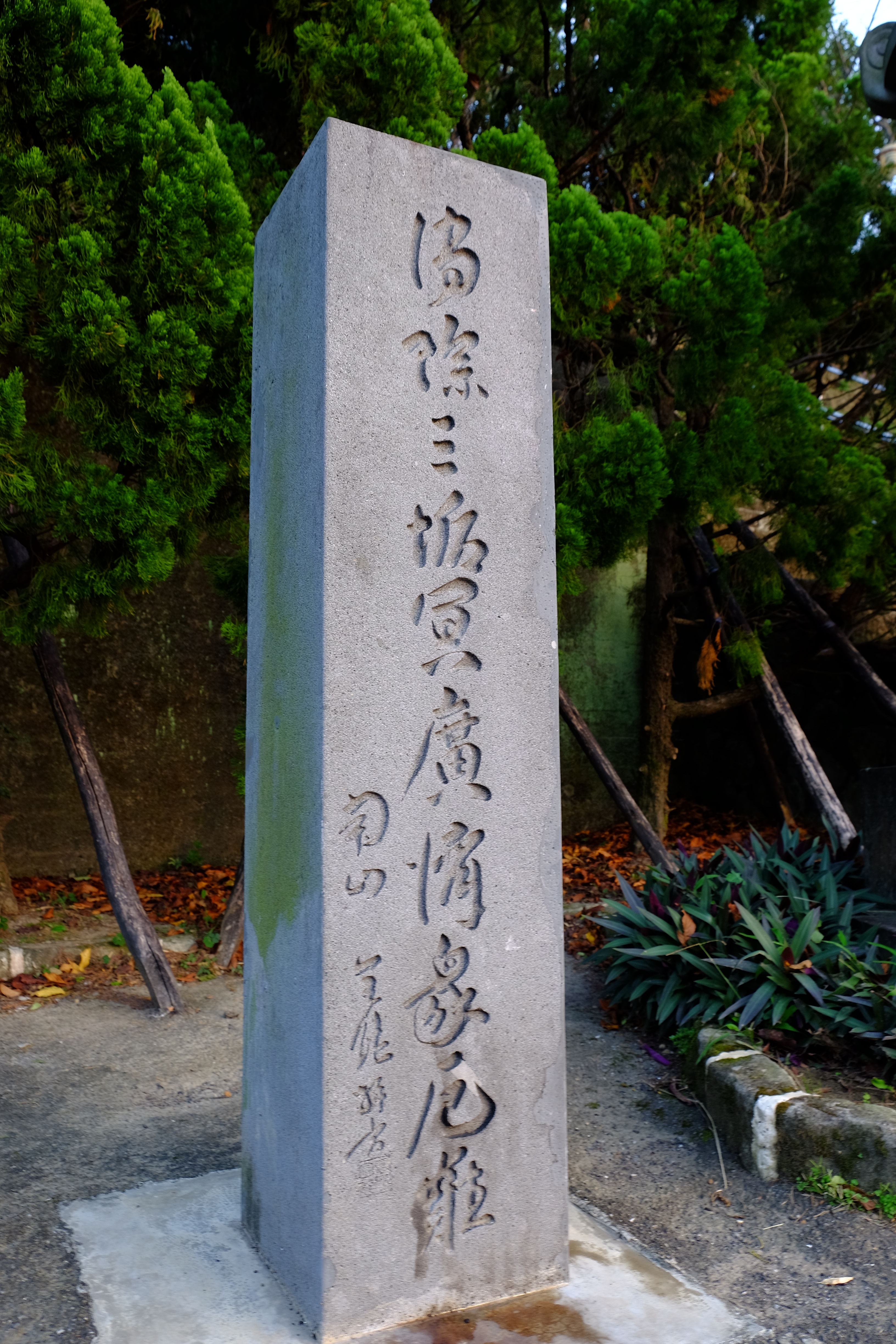
善光寺「消除三垢冥 廣濟眾厄難」石碑
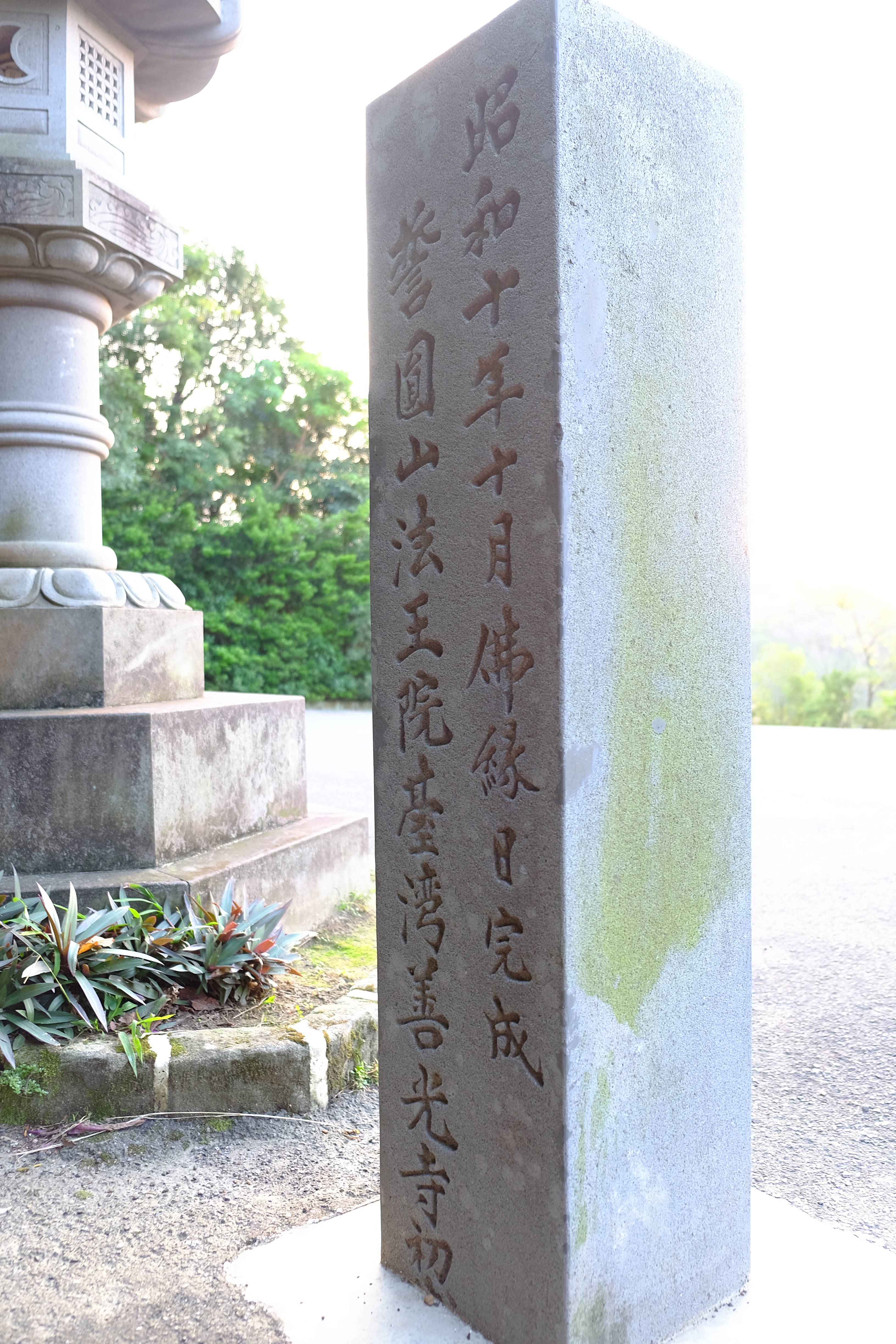
善光寺「消除三垢冥 廣濟眾厄難」石碑背面
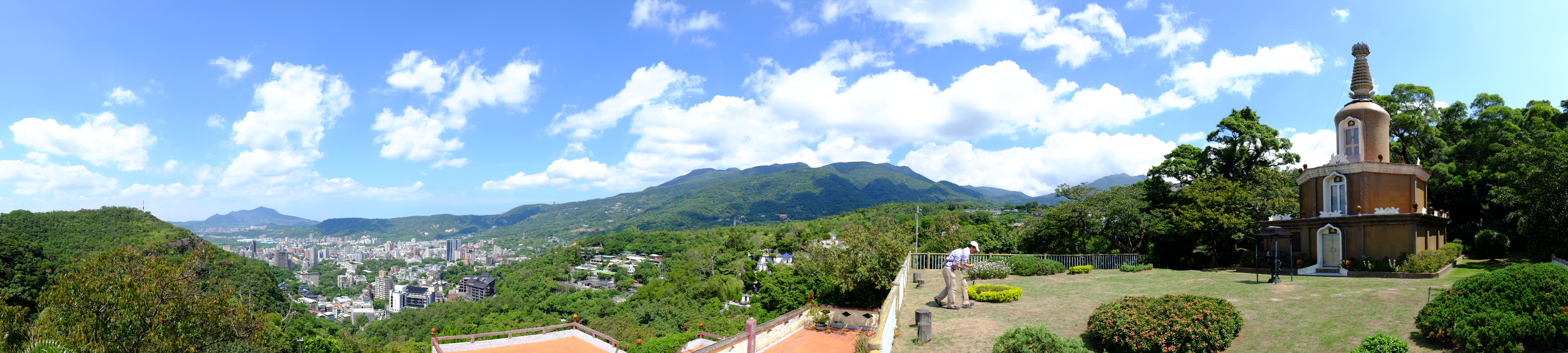
善光寺前展望
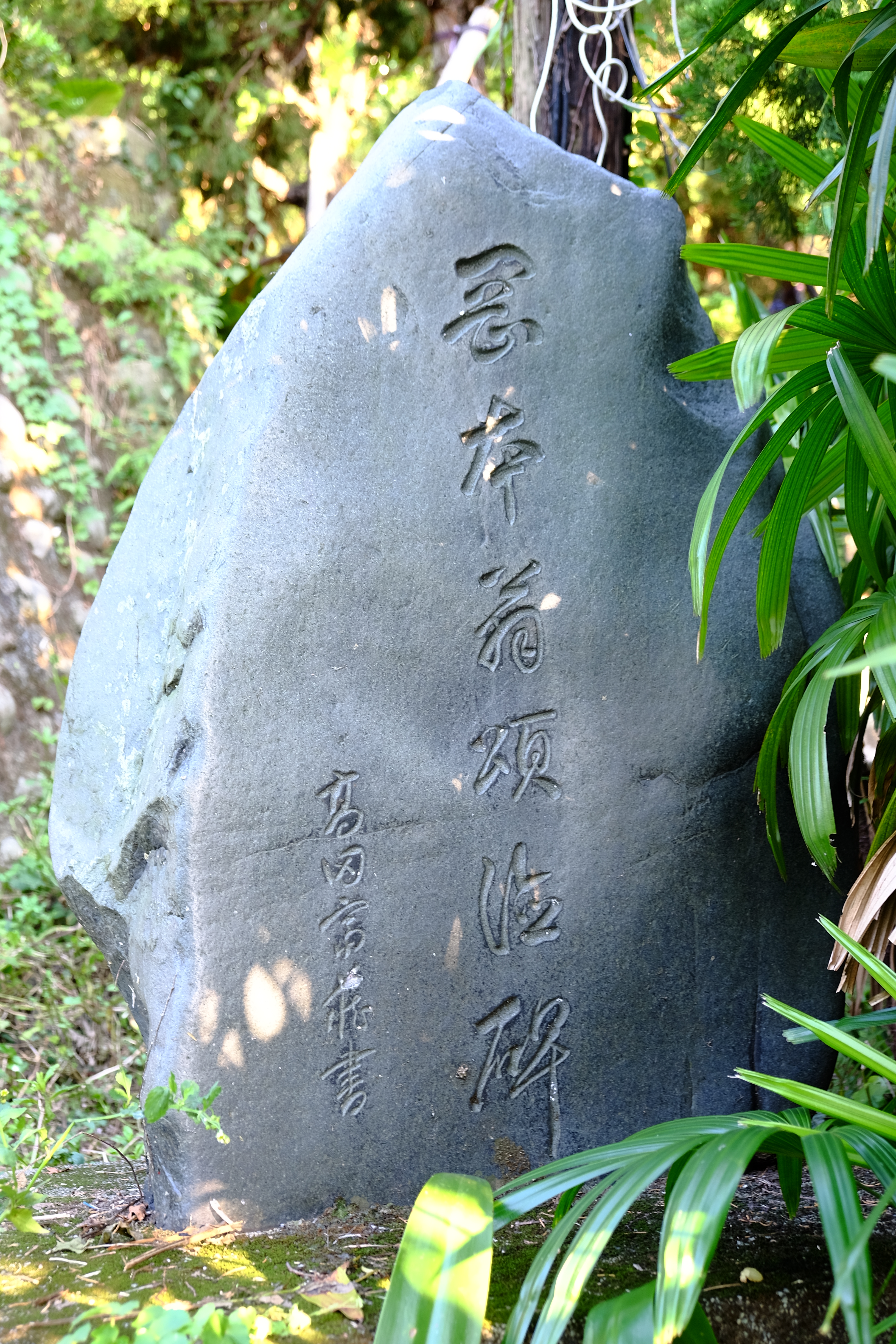
岡本要八郎氏の頌徳碑